# Chiliophyllum densifolium
Chiliophyllum densifolium là một loài thực vật có hoa trong họ Cúc. Loài này được Phil. mô tả khoa học đầu tiên năm 1864.